# Hypocrita herrona
Hypocrita herrona är en fjärilsart som beskrevs av Butler 1871. Hypocrita herrona ingår i släktet Hypocrita och familjen björnspinnare. Inga underarter finns listade i Catalogue of Life.